# 变棘棘隙吸虫
变棘棘隙吸虫（学名：Echinochasmus mirabilis）为棘隙属的吸蟲綱动物。棘隙属舊屬棘口科
，今與其他相近的屬獨立出來成為棘隙科，但仍屬棘口總科。
在中国大陆，分布于福建等地，营寄生生活，寄生于肠。该物种的模式产地在福建。